# Eku

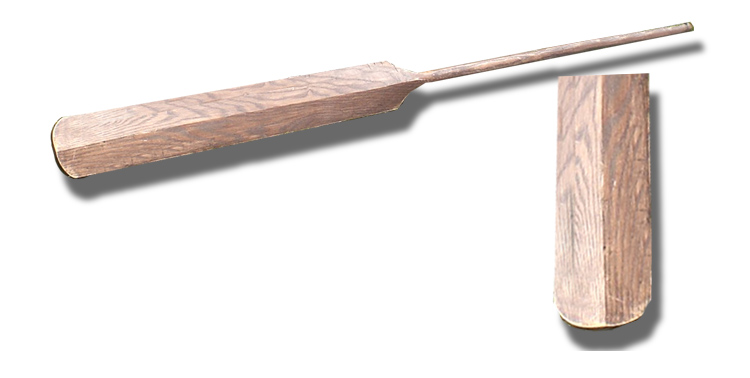
Photographie d'un Eku

Pour les articles homonymes, voir eku.
L'eku était la rame utilisée par les pêcheurs à Okinawa pour la navigation, mais également en tant qu'arme. Les techniques martiales propres à l'utilisation de cette arme sont appelées eku-jutsu.

## Description
D'une longueur d'environ 1,6 m, elle est composée d'un manche rond et d'une partie plate se terminant légèrement en pointe.
Elle est difficile à manipuler à cause de son déséquilibre, pourtant, les pêcheurs ont mis au point des kata d'une redoutable efficacité. On retrouve dans ces derniers des techniques comparables au bō (bâton) avec néanmoins de nombreux mouvements circulaires afin d'utiliser de manière optimale l'extrémité de la rame (un coup bien ajusté pouvait trancher une tête, on pouvait également se servir de la partie la plus large afin de projeter du sable ou des cailloux sur son adversaire) ainsi que des déplacements adaptés à l'environnement naval fréquenté par les pêcheurs. 